# Peleteria pseudoershovi
Peleteria pseudoershovi är en tvåvingeart som först beskrevs av Zimin 1935.  Peleteria pseudoershovi ingår i släktet Peleteria och familjen parasitflugor. Inga underarter finns listade i Catalogue of Life.